# Sura (Syrie)
Sura est une ville antique sur l'Euphrate au nord de la Syrie, aujourd'hui à 25 km à l'ouest de Raqqa et à 35 km au nord de Resafa. Dans l'Empire romain, Sura était une ville forteresse dans la province romaine de Syrie, et plus tard, dans l'Euphratèse.
Au 3e siècle, Sura était un poste de la Strata Diocletiana pour la protéger contre les Parthes. Selon le Notitia dignitatum, Sura était le siège du préfet de la Legio XVI Flavia Firma. Le camp légionnaire était situé dans la ville et le mur de la ville (1700 × 450 mètres) a été renouvelé sous Justinien.

## Évêché
Sura est devenue un évêché chrétien, suffragant du siège métropolitain de Hiérapolis Euphratensis, la capitale de la province romaine de Syrie Euphratèse, comme en témoigne une épitopie Notitia Episcopatuum du 6e siècle. Au concile de Chalcédoine en 451, l'évêque métropolitain Stephanus a également signé les actes au nom de l'évêque Uranius de Sura. L'évêque Marius de Sura a été destitué en 518 pour avoir rejoint les Jacobites.
N'étant plus un évêché résidentiel, Sura est désormais un évêché (de) in partibus de l'Église.